# Skałki Twardowskiego (kamieniołom)
Skałki Twardowskiego – nieczynny kamieniołom wapienia na wzniesieniu Krzemionki Zakrzowskie w będącej częścią Krakowa Dzielnicy VIII Dębniki. Znajduje się w północno-zachodniej części wzniesienia, po wschodniej stronie ul. Tynieckiej i na północ od betonowego ogrodzenia jednostki wojskowej.
Na Krzemionkach Zakrzowskich wapienie wydobywano od wielu wieków w kilku miejscach. Oprócz Skałek Twardowskiego istniały kamieniołomy Łom Bergera, Kapelanka i Zakrzówek (te dwa ostatnie były największe). Często zdarzały się podtopienia łomów, jednak jakość surowca, łatwość dostępu i potrzeby budowlane odgrywały ważniejszą rolę. Wapienie z kamieniołomu Skałki Twardowskiego wykorzystywano do budowy dróg i domów, a w drugiej połowie XIX wieku do budowy umocnień Twierdzy Kraków. Obecnie teren wyrobiska jest terenem rekreacyjnym Krakowa i wchodzi w skład Uroczyska Skałki Twardowskiego. Prowadzą nim ścieżki turystyki rowerowej i pieszej. Po zaprzestaniu eksploatacji większa część wyrobiska zarosła lasem, nadal jednak znajdują się na nim jeszcze niewielkie polanki. W lesie równolegle do ul. Tynieckiej biegnie mur skalny o wysokości do 20m, drugi, krótszy i niższy biegnie równolegle do północno-zachodniego ogrodzenia jednostki wojskowej, wiele skałek znajduje się także w innych miejscach dawnego kamieniołomu. W Skałkach Twardowskiego jest kilka jaskiń i schronisk: Jaskinia Jasna, Jaskinia Niska, Jaskinia pod Nyżą, Jaskinia Twardowskiego, Jaskinia Wywiew, Jaskinia z Kulkami i  Okienko Zbójnickie. Największa jest Jaskinia Twardowskiego – do 2019 roku grotołazi przebadali w niej korytarze o łącznej długości około 500 m.

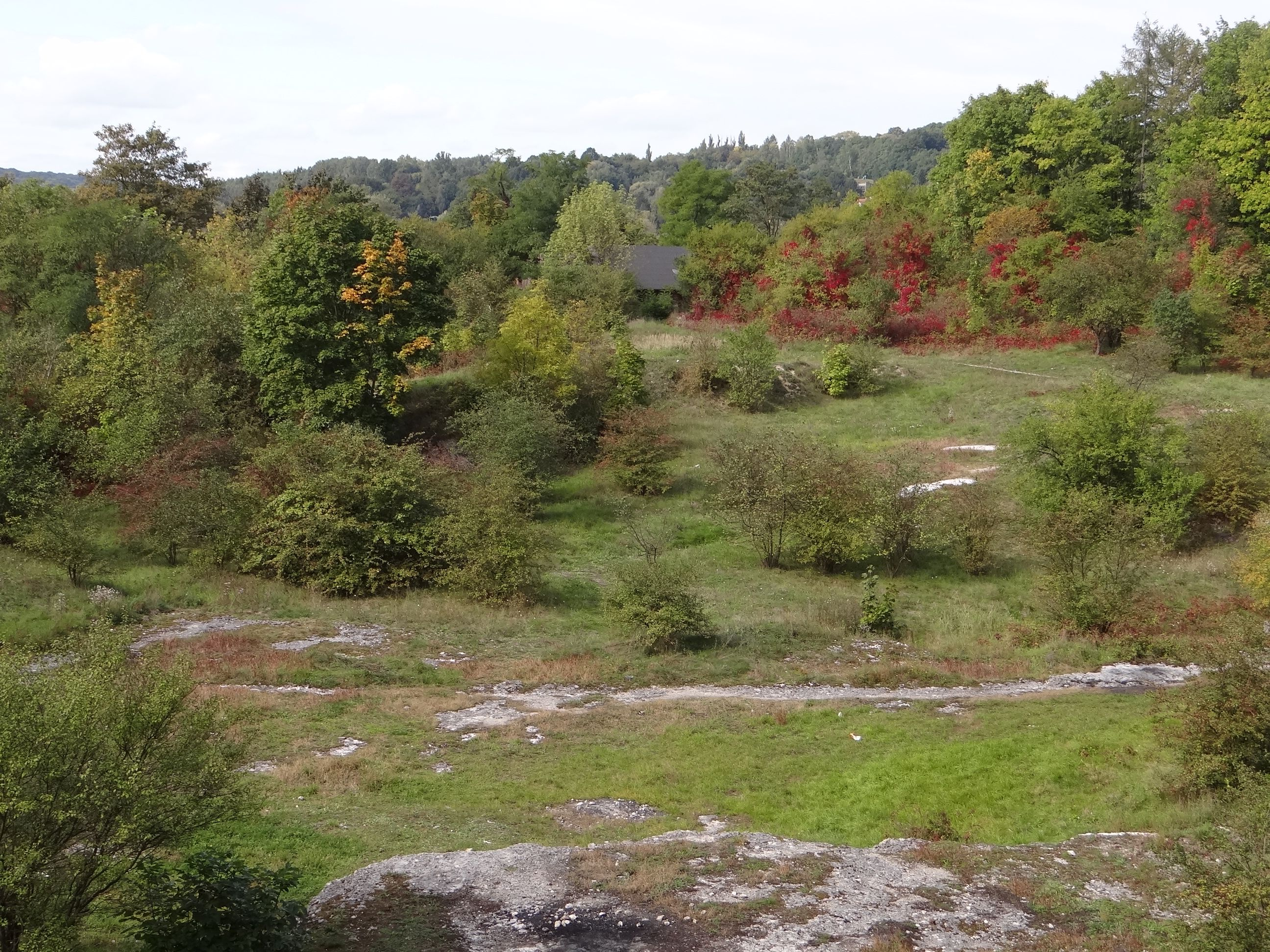
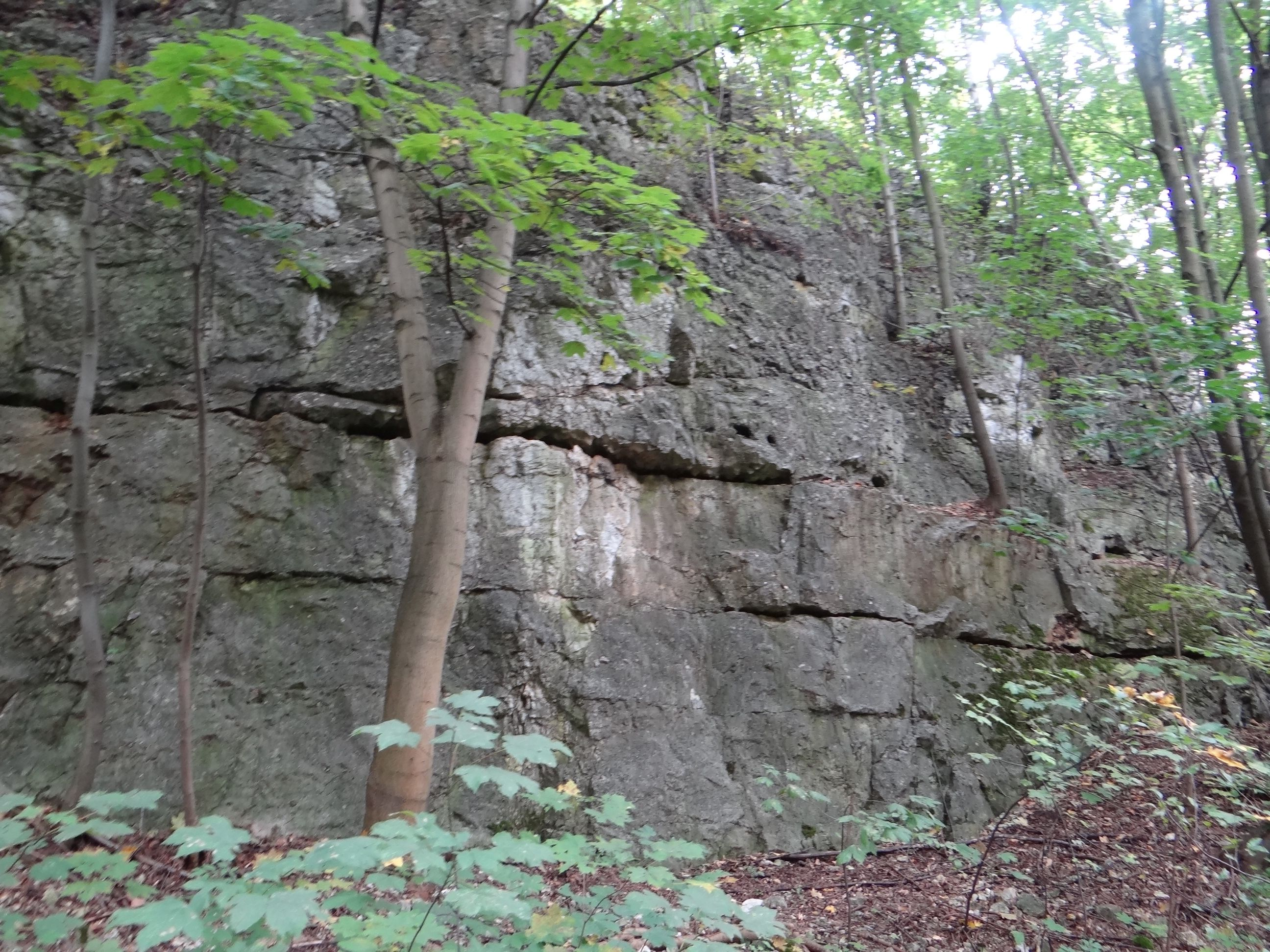
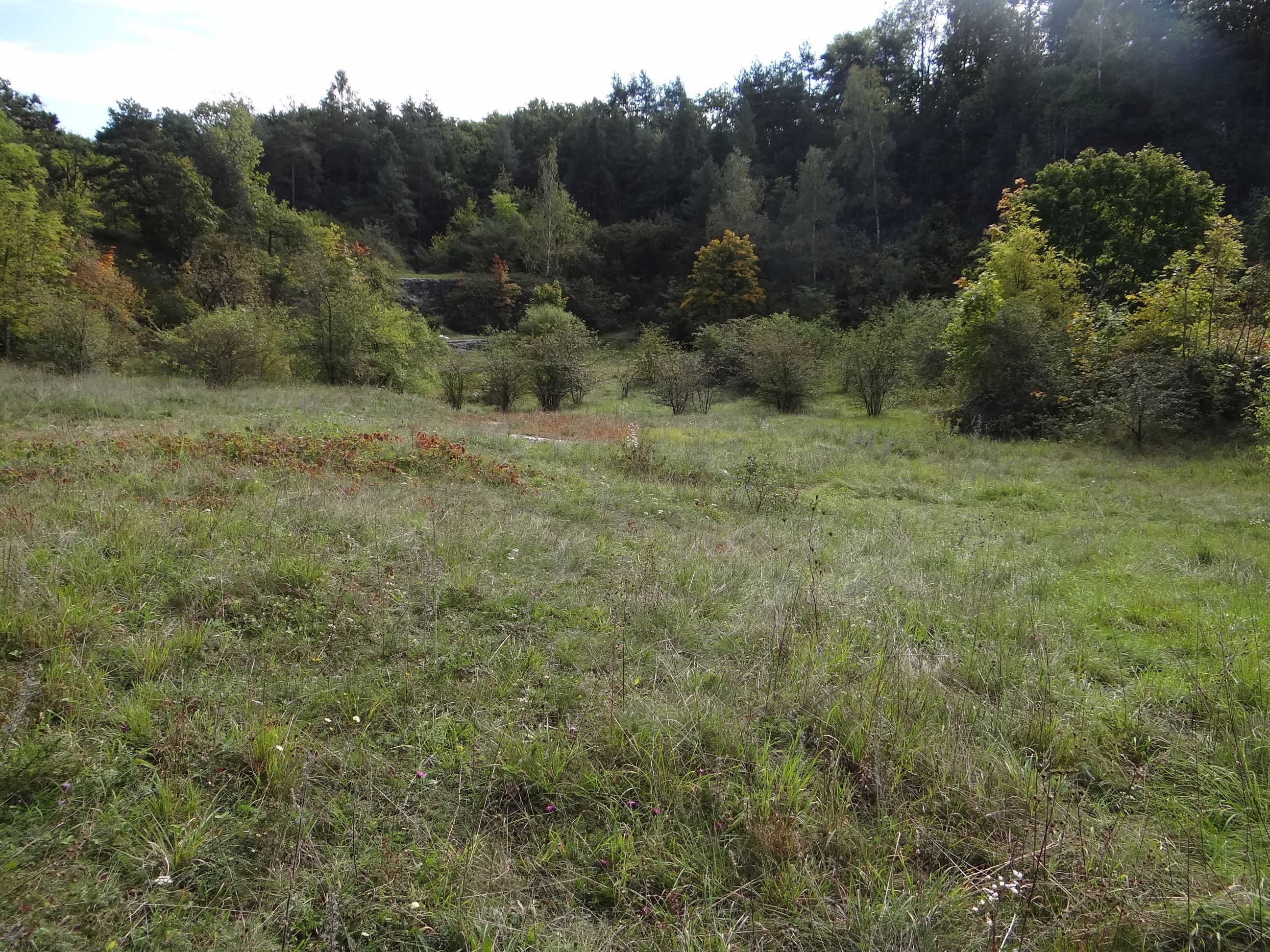
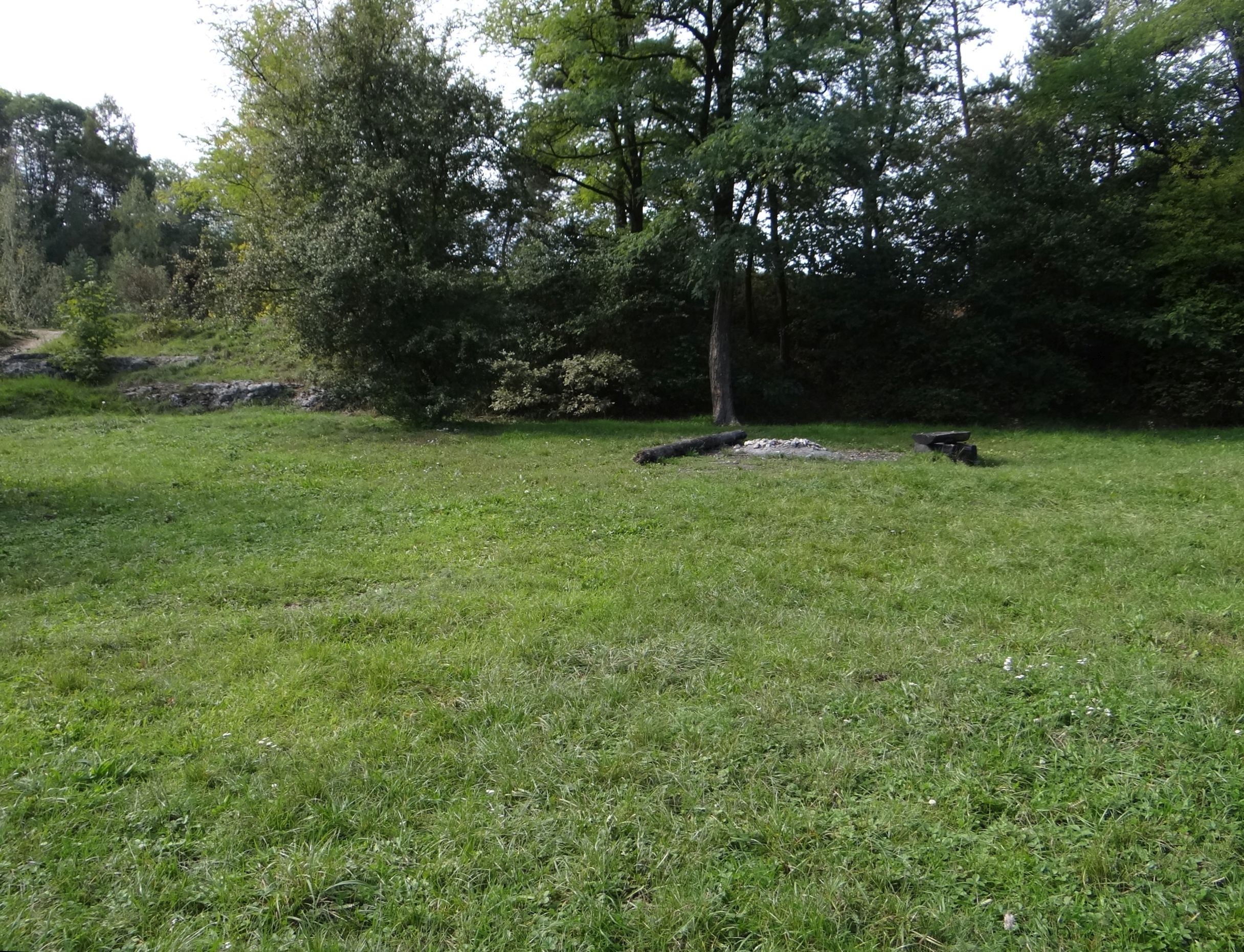
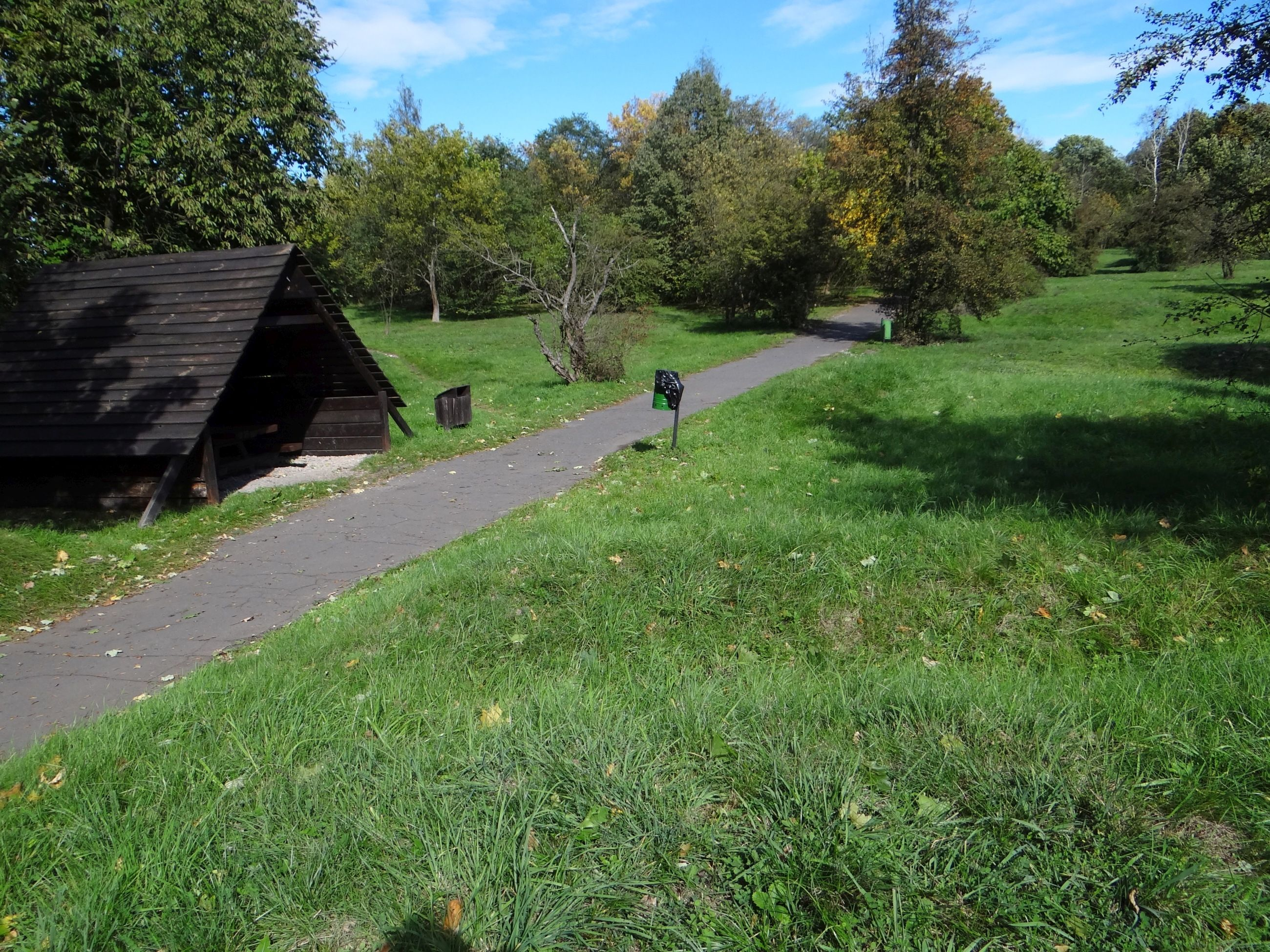
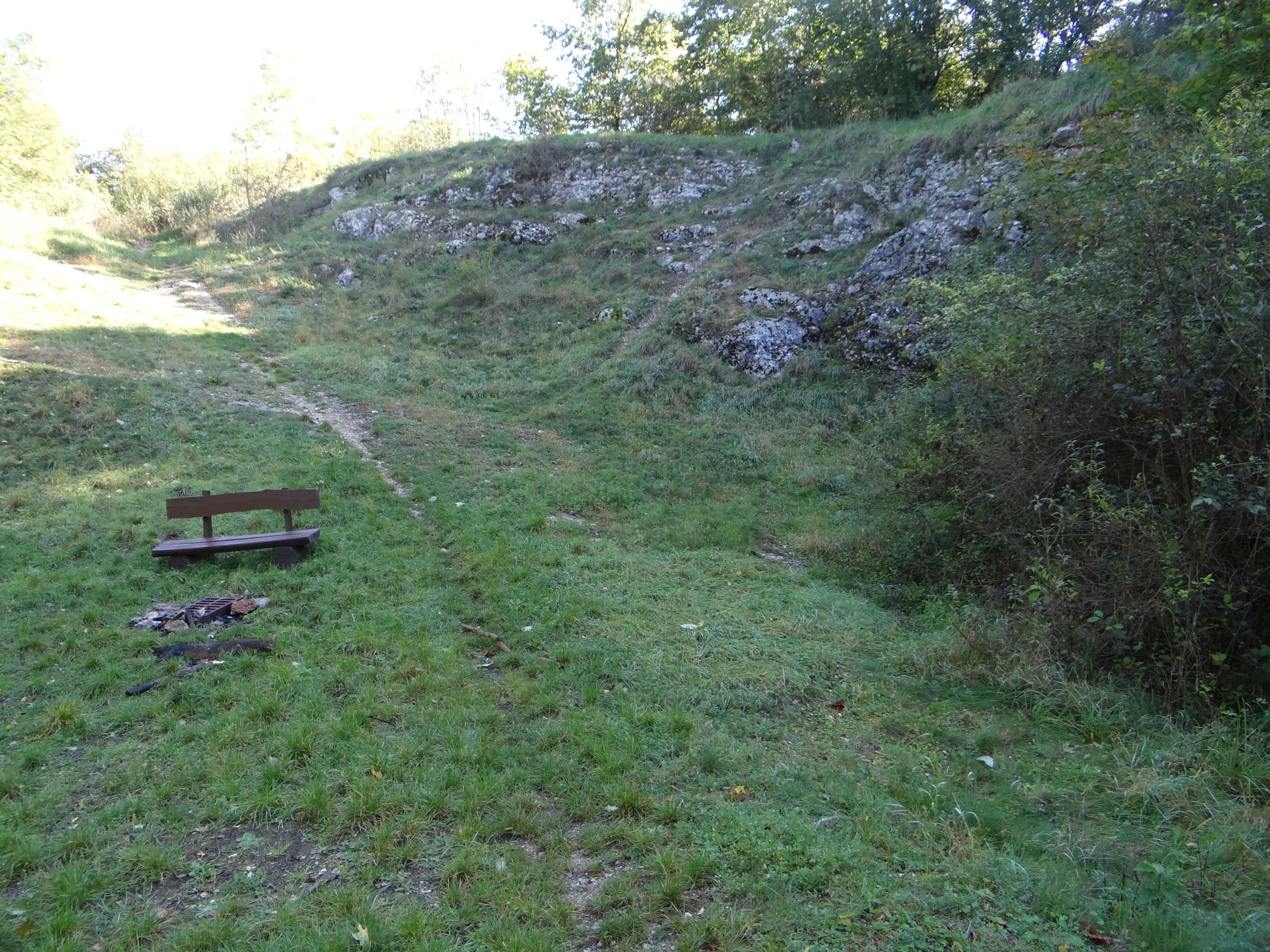
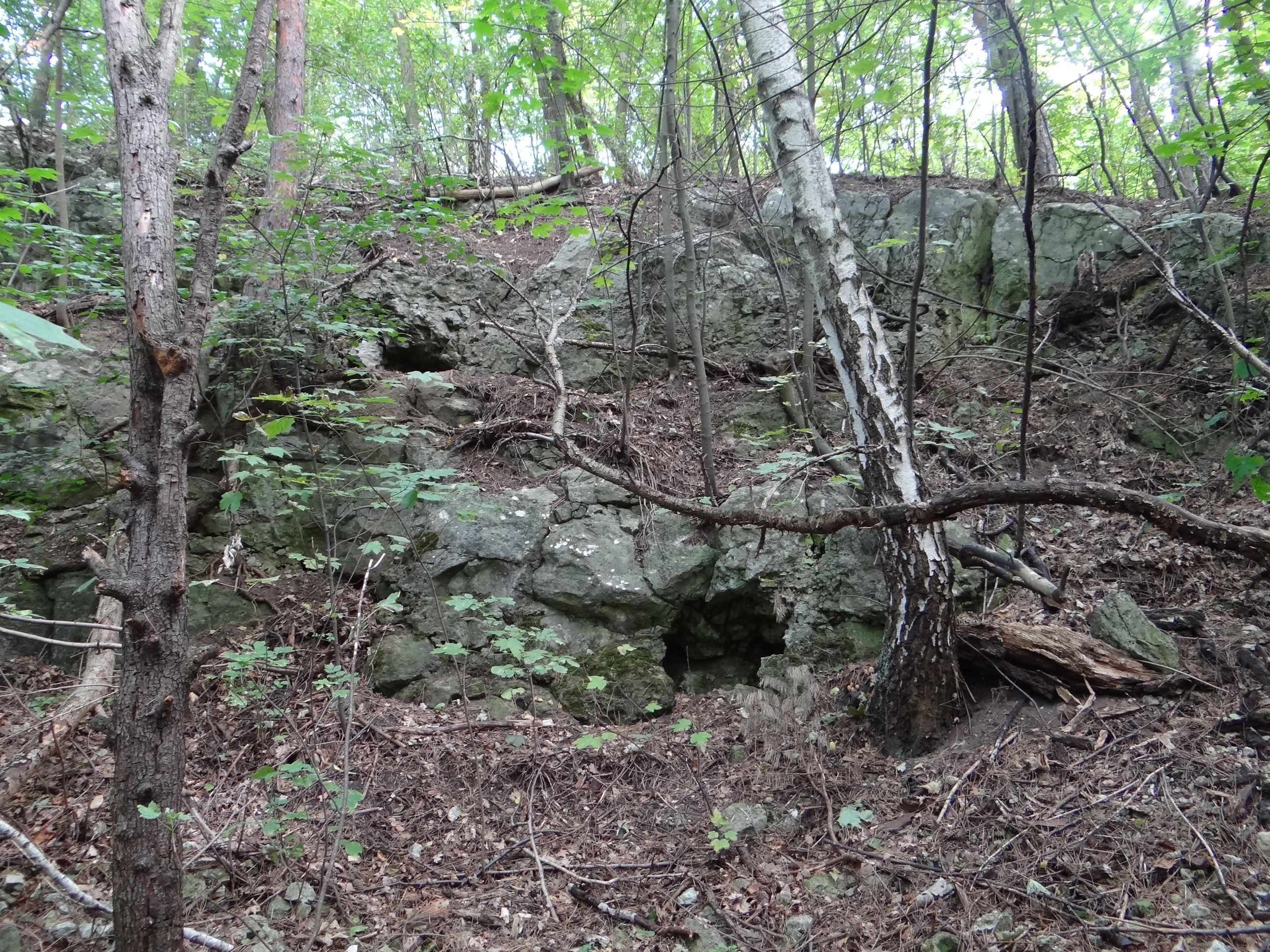

Wapienie kamieniołomu pochodzą z jury późnej. Ich najwyższe partie są silnie porowate i zawierają epigenetyczne krzemienie o nieregularnym kztałcie. Czasami krzemienie tworzą gniazda, czasami naskorupienia na powierzchniach pęknięć skalnych, a także na powierzchni abrazyjnej. Nie są związane z jakąś określoną strukturą wapienną, najczęściej występują w strefach przyuskokowych w przystropowych partiach osadów jurajskich. Krzemienie powstały w trzeciorzędzie podczas ruchów górotwórczych tworzących obecny zrąb Zakrzówka. Strefami uskokowymi prawdopodobnie płynęły wody termiczne. Osiadała na nich wytrącająca się z wody krzemionka.